# Javier Flaño
Javier „Javi” Flaño (ur. 19 sierpnia 1984) – hiszpański piłkarz występujący w zespole Osasuna Pampeluna, drużynie na co dzień grającej w rozgrywkach Primera División.

## Kariera
Javier urodził się w 1984 roku. Od początku kariery związany z Osasuną. W klubie z Pampeluny przeszedł cały szczebel kariery piłkarskiej od zespołu juniorskiego aż do pierwszego składu drużyny seniorów. Dotychczas Javi wystąpił w 62 meczach Osasuny strzelające jednego gola. Debiut Javiego w pierwszym składzie Osasuny miał miejsce 28 sierpnia 2005 roku w wygranym 2:1 spotkaniu przeciwko Villarreal CF. Latem 2009 odszedł na zasadzie wolnego transferu do Numancii.
Javi jest bratem bliźniakiem Miguela Flaño, również obrońcy oraz zawodnika Osasuny.